# Garryales
Planteordenen Garryales er en lille orden med få slægter. De fælles træk for hele ordenen er: Træagtige planter med et indhold af iridoider (f.eks. aucubin). Alle er enkønnede og har små blomster. Der er kun de to nævnte familier.
| Familier |

- Eucommiaceae
- Garryaceae (som bl.a. indeholder slægten Aucuba)